# Compensación (psicología)
En psicología, la compensación es una estrategia mediante la cual se encubre, consciente o inconscientemente, las debilidades, frustraciones, deseos o sentimientos de insuficiencia o incompetencia en un área de la vida a través de la gratificación o (el deseo de alcanzar) la excelencia en otra área. La compensación puede encubrir deficiencias reales o imaginarias y la inferioridad personal o física. Las compensaciones positivas pueden ayudar a una persona a superar sus dificultades. Por otro lado, las compensaciones negativas no lo hacen, lo que resulta en un reforzamiento del sentimiento de inferioridad.
Existen dos tipos de compensación negativa:
La sobrecompensación, caracterizada por buscar la superioridad, conduce a la lucha por el poder, el dominio, la autoestima y la autovaloración.
La subcompensación, que implica una demanda de ayuda, lleva a una falta de valentía y a temerle a la vida.
Un ejemplo conocido de sobrecompensación fallida se observa en personas que están pasando por una crisis de la mediana edad. Al acercarse a la mediana edad, muchas personas carecen de la energía para mantener sus defensas psicológicas, así como sus actos compensatorios.

## Origen
Alfred Adler, fundador de la escuela de la psicología individual, introdujo el término compensación en relación con los sentimientos de inferioridad. 
En su libro Study of Organ Inferiority and Its Physical Compensation (Estudio de la inferioridad de los órganos y su compensación física) de 1907, describe esta relación: Si una persona se siente inferior (débil), esta (por lo general) tratará de compensarlo de alguna manera.  
La motivación de Adler para investigar esto surgió de su experiencia personal. Era un niño muy enfermizo. No pudo caminar hasta los cuatro años debido al raquitismo. Luego sufrió una neumonía y una serie de accidentes. 
Adler también "transfirió" esta idea de compensación al entrenamiento psíquico. 

## Implicancias culturales
Las personas narcisistas, por la teoría de la compensación, encubren los sentimientos de baja autoestima mediante: 
- hablar "muy alto"
- relacionarse con personas "muy respetadas"

Los niños narcisistas tratan de compensar sus celos y su enfado con:
- fantaseando con el poder
- la belleza
- la riqueza

(ver los estudios de Melanie Klein)
Christopher Lasch, un historiador y crítico social estadounidense escribió en su libro The Culture of Narcissism (1979) que la sociedad norteamericana en los años 70 era narcisista (tenía un aspecto narcisista). La sociedad narcisista:
- adora el consumo.
- teme la dependencia, el envejecimiento y la muerte.

Por lo tanto, está "fascinada" con la fama (según Lash).
Se ha planteado que el consumo es un medio de compensación (ver el estudio de Allison J. Pugh: From compensation to ‘childhood wonder’). Ejemplos:
- uso de bienes para expresar las relaciones humanas.
- los padres compensan las "malas" condiciones (pobreza, abuso...) en las que vivieron.
- los padres compensan las "malas" condiciones (divorcio, ...) que hicieron vivir a sus hijos.